# Oskar Berg i Göteborg
Frans Oskar Berg (i riksdagen kallad Berg i Göteborg), född 18 augusti 1857 i Stockholm, död 15 oktober 1925 i Göteborg, var en svensk tjänsteman och politiker (liberal). 
Efter läroverksstudier i Växjö var Oskar Berg tjänsteman på olika privata järnvägsföretag från 1875, slutligen som 2:e kamrerare 1896–1925 vid Bergslagernas järnvägar. Han var också chef för IOGT:s Göteborgsavdelning 1892–1895 och ledamot i Göteborgs stadsfullmäktige 1899–1914.
Han var riksdagsledamot i andra kammaren för Göteborgs stads valkrets 1900–1911 och tillhörde i riksdagen Liberala samlingspartiet. I riksdagen var han bland annat ledamot i bevillningsutskottet 1907–1909 och konstitutionsutskottet 1910–1911. Han var som riksdagsman bland annat engagerad i olika löne- och personalpolitiska frågor för statsanställda.